# Proedro

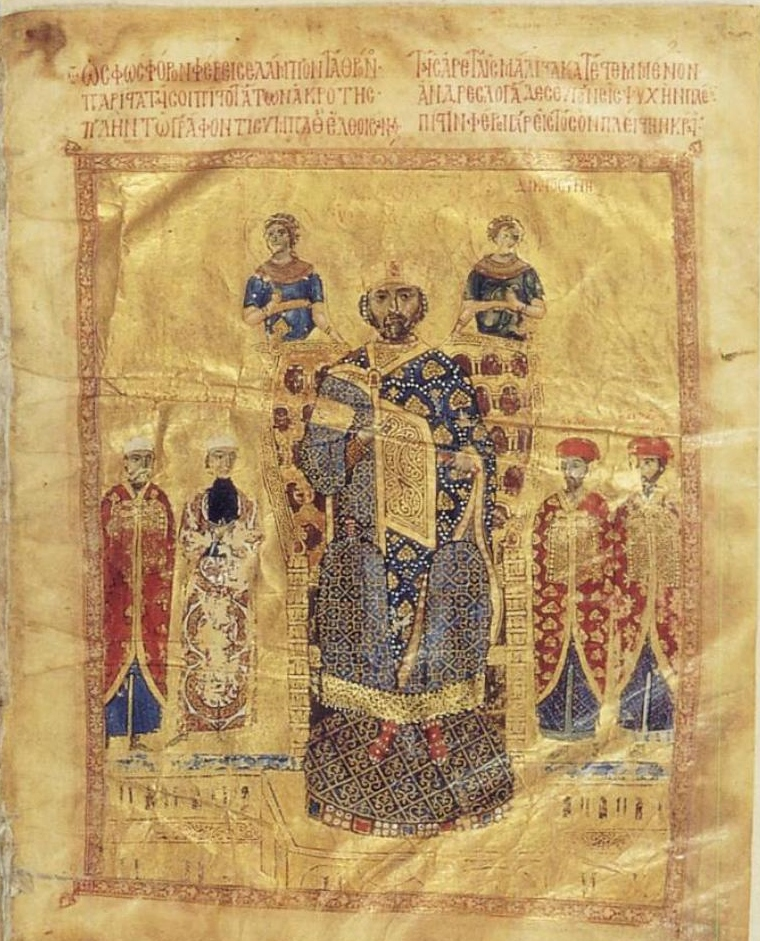
flanqueado por seus dignitários principais da corte, todos eles proedros, num manuscrito da década de 1070. Da esquerda: proedro e caníclio, o protoproedro e protovestiário (um eunuco, pois está sem barba), o imperador, o proedro e decano, e o proedro e grande primicério.

Proedro (em grego: πρόεδρος; romaniz.: próedros; lit. presidente) foi um título cortesão e eclesiástico bizantino utilizado entre o século X e meados do século XII. A forma feminina do titulo era proedrissa (em grego: προέδρισσα).

## História
O título foi criado em 960 pelo imperador Nicéforo II Focas e foi concedido pela primeira vez a Basílio Lecapeno, paracemomeno eunuco. Foi colocado muito elevado na hierarquia da corte, estando abaixo de zoste patrícia e acima de magistro, significando que era o mais alto título não-imperial aberto para homens. O título, aparentemente, continuou a ser restrito aos eunucos, até meados do século XI, quando foi aberto a toda a aristocracia e extensivamente premiado. O titular da dignidade também era o presidente do senado (em grego: ὁ πρόεδρος τῆς συγκλήτου), e o termo proedro foi frequentemente usado para denotar precedência em outros ofícios, por exemplo, proedro dos notários para protonotário.
O título foi amplamente utilizado no século XI, depois que foi aberto para não-eunucos, o que levou a criação do protoproedro (em grego: πρωτοπρόεδρος; romaniz.: protoproedros; "primeiro proedro") para distinguir o mais antigo entre seus titulares. O título, junto com a maioria dos títulos imperiais do período, caíram em gradual desuso no período comneno, e desapareceram no final do século XII. De acordo com Sobre as Cerimônias do imperador Constantino VII (r. 913–959), o traje e insígnia do proedro na década de 960 eram: "uma túnica rosa bordada em ouro, um cinto de jóias incrustadas, e uma clâmide [capa] branca enfeitada com faixas douradas com duas tablia [remendo quadrado] douradas e decoração de folhas de hera."
O termo proedro foi frequentemente usado para um bispo, que era naturalmente o presidente de um clero local, e em alguns casos raros para os bispos metropolitas. No século XIII, contudo, adquiriu uma significado mais específico: foi dado a bispos que mantinham jurisdição sobre uma sé episcopal vaga. Como proedro o bispo conduziu a administração episcopal, mas foi diferenciado de um bispo regular, desde que ele nunca era oficialmente instalado nessa sé. Como na corte, o termo proedro foi também usado para denotar precedência entre um grupo de oficiais.